# (10305) Grignard
(10305) Grignard  es un asteroide perteneciente al cinturón de asteroides, descubierto el 29 de diciembre de 1989 por Eric Elst desde el Alta, en Francia.

## Designación y nombre
Grignard se designó al principio como 1989 YP5.
Más adelante fue nombrado en honor al químico francés Victor Grignard (1871-1935), premio Nobel de química en 1912.

## Características orbitales
Grignard orbita a una distancia media del Sol de 2,5588 ua, pudiendo acercarse hasta 2,2289 ua y alejarse hasta 2,8887 ua. Tiene una excentricidad de 0,1289 y una inclinación orbital de 5,6519° grados. Emplea en completar una órbita alrededor del Sol 1495 días.

## Características físicas
La magnitud absoluta de Grignard es 13,6. Tiene 10,849 km de diámetro. Su albedo se estima en 0,044.